# Ashley Revell
Ashley Revell (* 1972, Maidstone, Kent) je britský podnikatel a hráč, který se proslavil tím, že vsadil celý svůj majetek na jedinou sázku v ruletě.

## Sázka v ruletě
V roce 2004 prodal veškerý svůj majetek včetně oblečení a vsadil 135 300 dolarů (3,35 milionu korun podle tehdejšího kurzu) na jediné zatočení v ruletě v Plaza Hotel & Casino v Las Vegas. Dokonce si nechal změnit jméno na Ashley „Blue Square“ Revell podle britské online sázkové kanceláře, která mu přispěla na jeho hru.
Bývá označován jako profesionální gambler, ale to není v jeho případě přesné označení, protože se při svém pokusu spoléhal čistě na štěstí. Vsadil celou částku najednou na červenou barvu a hrací kulička se zastavila na červené sedmičce, takže svůj vklad zdvojnásobil na 270 600 dolarů. Svou výhru použil na založení online pokerové herny s názvem Poker UTD, která působila na britském trhu do roku 2012. Zároveň také vlastní internetový portál iGaming Recruitment, který funguje jako pracovní agentura pro online gamblingové společnosti.

## Ve filmu
Událost natáčela televizní stanice Sky One a vysílala ji jako minisérii Double or Nothing. Ashley Revell také vystoupil spolu s legendárním pokerovým hráčem Stu Ungarem v dokumentárním filmu Vegas: Vítězové a poražení. Jeho příběhem se volně inspirovala také epizoda televizního seriálu Las Vegas s názvem „One Nation, Under Surveillance“ (poprvé odvysílaná 14. března 2005).